# Аален
Аален (на немски: Aalen) е град в Германия.

## География
Разположен е в южната част на страната около река Кохер в провинция Баден-Вюртемберг. ЖП и шосеен транспортен възел. Разстоянието между провинциалния център Щутгарт и Аален е около 70 km, като Аален е разположен на изток от Щутгарт.

## История
Приблизително около 150 – 160 г. на територията на днешен Аален е построен римски форт. Градът е основан през 13 век, като в писмени източници се споменава през 14 век. От 1360 г. до 1802 г. е бил свободен имперски град, след което е присъединен към областта Вюртемберг. През 1634 г. преживява голям пожар.

## Икономика
Оптика, металообработваща, хранително-вкусова (шоколад), машиностроителна, текстилна, хартиена, пивоварна и дървообработваща промишленост. Курорт, специализиран в лечението на астма.

## Спорт
Представителният футболен отбор на града носи името ФФР Аален.